# (19) Fortuna
(19) Fortuna és un dels majors asteroides del cinturó d'asteroides. Té una composició similar a (1) Ceres: una superfície fosca i composta de carbonats.
Va ser descobert des de l'Observatori George Bishop de Londres per John Russell Hind el 22 d'agost de 1852 i anomenat així en honor de Fortuna, la deessa romana de la sort. El telescopi espacial Hubble va observar Fortuna el 1993. Té un diàmetre aparent de 0,20 segons d'arc (4,5 píxels de la càmera planetària), la seva forma és aproximadament esfèrica.